# Iglesia católica en Croacia

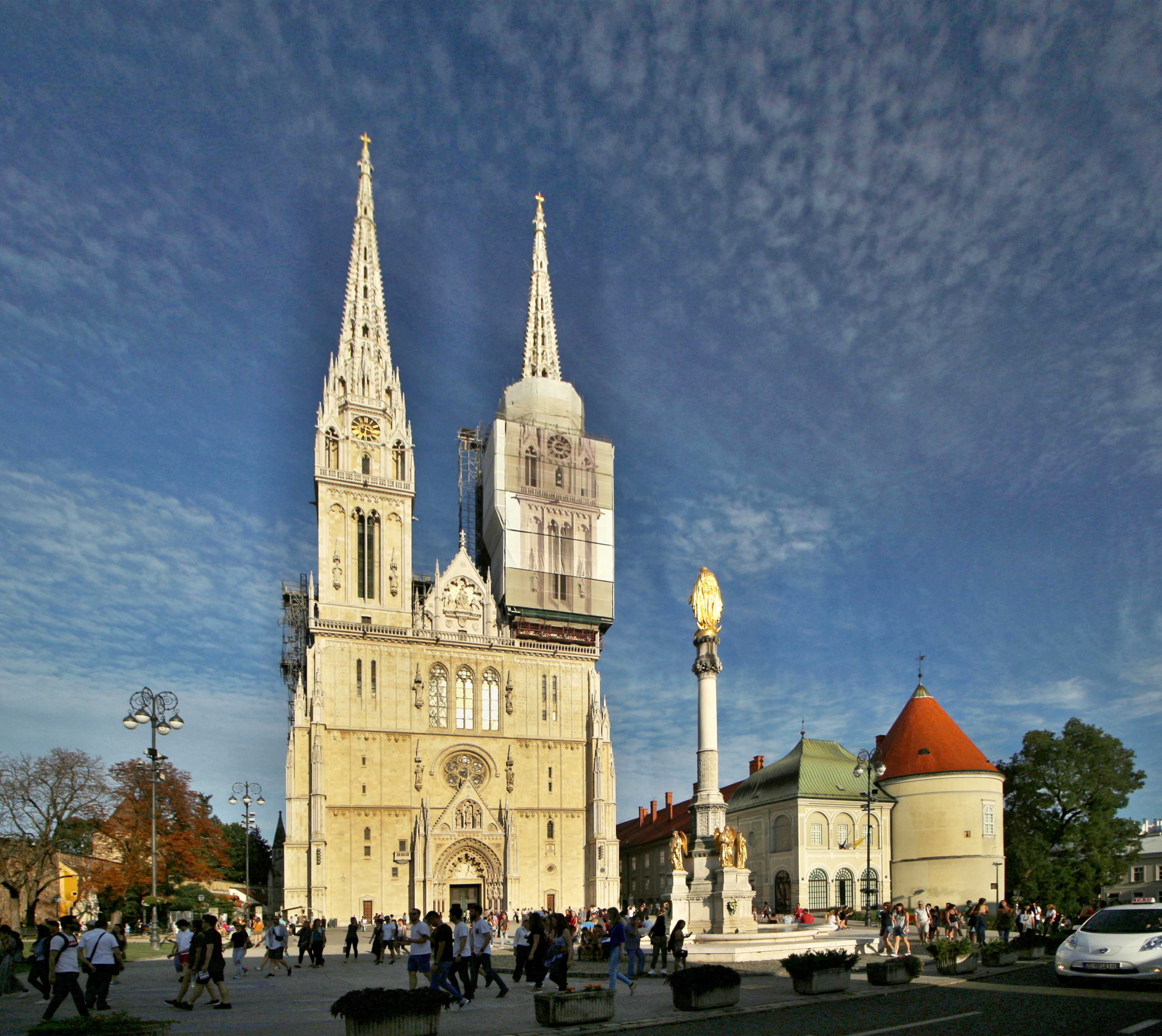
La Catedral de San Juan Bautista en Zagreb es una impresionante iglesia gótica que se encuentra en el centro de la ciudad. Construida en el, es la catedral más grande del país y uno de los edificios más emblemáticos de Zagreb.

La Iglesia católica está presente en Croacia, donde, según estimaciones, hay 3,7 millones de católicos bautizados de la Iglesia latina y veinte mil de la Iglesia bizantina, lo que en conjunto conforman el 86,3% de la población, según el censo del 2011. La asistencia semanal a la iglesia es del 27%, considerándose relativamente alta, en comparación con otras naciones católicas en Europa.
La Iglesia católica de rito latino en el país cuenta con cinco arquidiócesis, trece diócesis y un ordinariato militar. El cardenal Josip Bozanić es el Arzobispo de Zagreb.
El santuario nacional se encuentra en Marija Bistrica, mientras que el santo patrono es San José, desde que el Parlamento de Croacia lo declaró así en 1687.

## Historia

### Iliria romana y los inicios del cristianismo
El occidente de la Península de los Balcanes fue conquistada por el Imperio Romano el año 168 d. C., luego de las Guerras ilíricas. Posteriormente, los romanos organizaron el territorio dentro de la provincia romana de Ilírico, que eventualmente se separó en Dalmacia y Panonia. Al ser parte del Imperio Romano, muchos cultos religiosos fueron llevados a esa región, incluyendo el cristianismo originado en el Levante.
Salona, una ciudad fundada por los griegos, cercana a la actual Split, fue uno de los primeros sectores conectados con el cristianismo, fue capaz de ganar influencia sobre algunos de los judíos de Dalmacia que vivían en la ciudad. Tito de Creta, un discípulo del apóstol San Pablo, y destinatario de la Epístola a Tito del Nuevo Testamento, fue un actor activo en Dalmcia. De hecho, en la Epístola a los romanos, el mismo Pablo menciona haber visitado Irílico, aunque pudo haberse referido a Epiro.